# ケイトン島
ケイトン島（ケイトンとう、アレウト語:Qagan Unimgix）とは、アリューシャン列島フォックス諸島を構成する一つの島である。アメリカ合衆国アラスカ州に属する。

## 地理
サナック島の東に位置する長さ約8kmの無人島で、島には池が幾つかある。また、ホエール湾を有する。

## 歴史
1888年にアメリカ水産局によって名付けられた。